# Condado de St. Clair (Alabama)
El condado de St. Clair es un condado de Alabama, Estados Unidos. Tiene una superficie de 1692 km² y una población de 64 742 habitantes (según el censo de 2000). La sede de condado es Ashville Pell City.

## Historia
El Condado de St. Clair se fundó el 20 de noviembre de 1818.

## Geografía
Según la Oficina del Censo de los Estados Unidos el condado tiene un área total de 1692 km², de los cuales 1641 km² son de tierra y 51 km² de agua (3,01%).

### Principales autopistas
- Interstate 20
- Interstate 59
- U.S. Highway 11
- U.S. Highway 78
- U.S. Highway 231
- U.S. Highway 411
- State Route 23
- State Route 34
- State Route 144
- State Route 174

### Condados adyacentes
- Condado de Etowah (Alabama) - norte
- Condado de Calhoun (Alabama) - este
- Condado de Talladega (Alabama) - sureste
- Condado de Shelby (Alabama) - suroeste
- Condado de Jefferson (Alabama) - oeste
- Condado de Blount (Alabama) - noroeste

### Ciudades y pueblos
- Argo (parcialmente - Parte de Argo se encuentra en el Condado de Jefferson)
- Ashville
- Branchville
- Leeds (parcialmente - Parte de Leeds se encuentra en el Condado de Jefferson y en el Condado de Shelby)
- Margaret
- Moody
- Odenville
- Pell City
- Pinedale Shores)
- Ragland
- Riverside
- Springville
- Steele
- Trussville (parcialmente - la mayor parte de Trussville está en Condado de Jefferson
- Vincent (parcialmente - la mayor parte de esta en Condado de Shelby

## Demografía
| Población histórica Año Población ±% 1900 19 425 — 1910 20 715 +6.6 % 1920 23 383 +12.9 % 1930 24 510 +4.8 % 1940 27 336 +11.5 % 1950 26 687 −2.4 % 1960 25 388 −4.9 % 1970 27 956 +10.1 % 1980 41 205 +47.4 % 1990 50 009 +21.4 % 2000 64 742 +29.5 % |           |         |
| Población histórica |           |         |
| Año | Población | ±%      |
| 1900 | 19 425    | —       |
| 1910 | 20 715    | +6.6 %  |
| 1920 | 23 383    | +12.9 % |
| 1930 | 24 510    | +4.8 %  |
| 1940 | 27 336    | +11.5 % |
| 1950 | 26 687    | −2.4 %  |
| 1960 | 25 388    | −4.9 %  |
| 1970 | 27 956    | +10.1 % |
| 1980 | 41 205    | +47.4 % |
| 1990 | 50 009    | +21.4 % |
| 2000 | 64 742    | +29.5 % |